# Turnovo (Boszilovo)
Turnovo (macedónul: Турново) település Észak-Macedóniában, a Délkeleti körzet Boszilovói járásában.

## Népesség
2002-ben 941 lakosa volt, akik mindannyian macedónok.